# پل بلیز

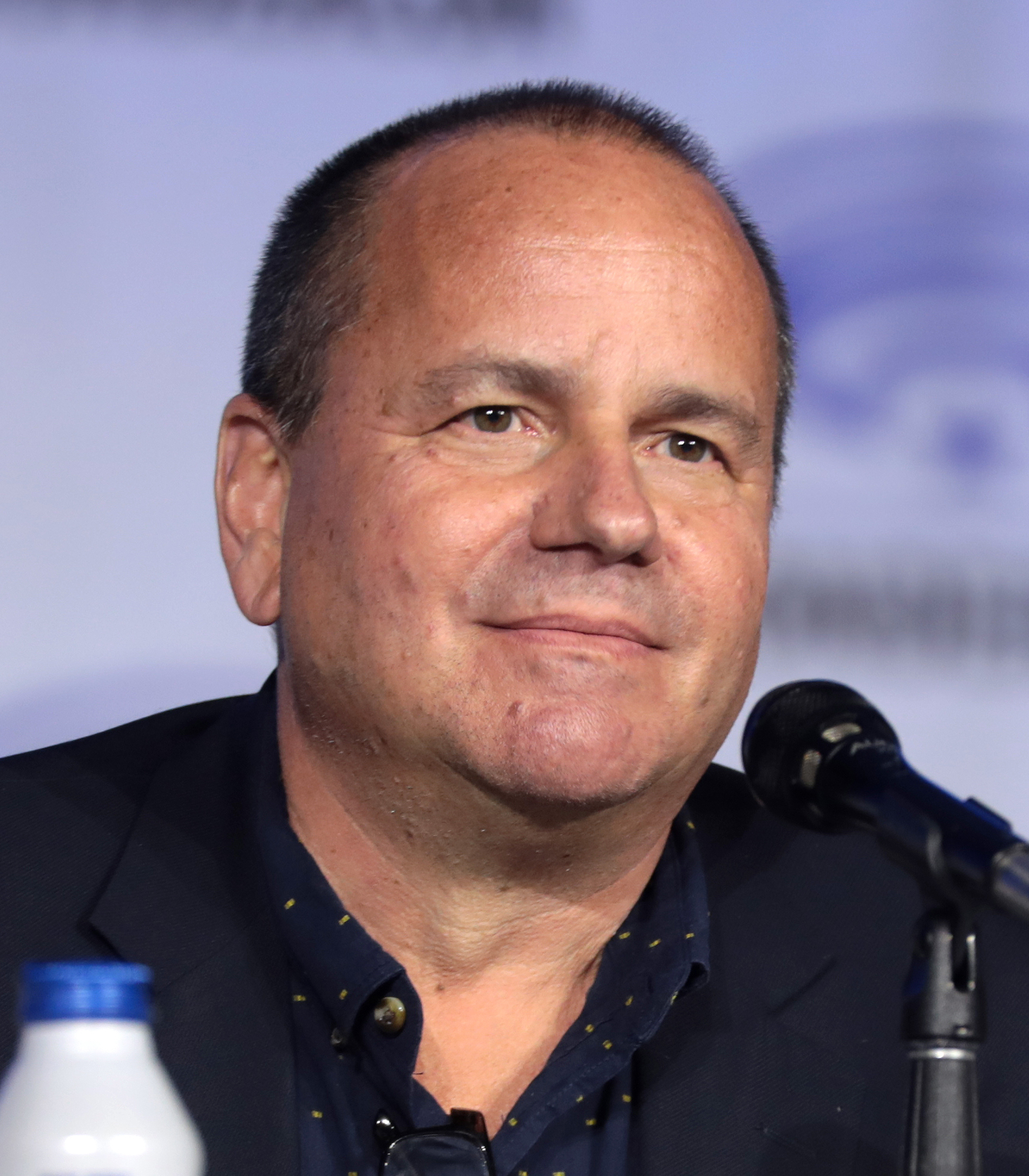
Paul Bales

پل بیلز (انگلیسی: Paul Bales) فیلم‌نامه‌نویس، کارگردان و تهیه‌کننده اهل ایالات متحده آمریکا است.

## فیلم‌شناسی
- آخرالزمان (تهیه‌کننده)
- سرباز حرفه‌ای (تهیه‌کننده)
- تایتانیک ۲ (تهیه‌کننده)
- هانسل و گرتل (تهیه‌کننده)
- موبی‌دیک (نویسنده)
- شرلوک هولمز (نویسنده)